# Sericospilus obscura
Sericospilus obscura är en skalbaggsart som beskrevs av Given 1952. Sericospilus obscura ingår i släktet Sericospilus och familjen Melolonthidae. Inga underarter finns listade i Catalogue of Life.